# بيدير مولر (لاعب جمباز فني)
بيدير مولر (بالدنماركية: Peder Møller)‏ هو لاعب جمباز فني دنماركي، ولد في 7 أغسطس 1891 في كوبنهاغن في الدنمارك، وتوفي في 16 ديسمبر 1972.

## وصلات خارجية
- بيدير مولر على موقع أوليمبيديا (الإنجليزية)